# Sténo-dactylo
Sténo-dactylo désigne le métier qui consiste à pratiquer, généralement pour le compte d'un supérieur hiérarchique, la sténographie et la dactylographie ; les deux techniques se complètent, la prise de notes ou la transcription d'un discours se faisant en sténographie, permettant ensuite la mise au propre par la dactylographie.
Ce métier, qui a pratiquement disparu, a longtemps été dévolu plus spécifiquement aux femmes, souvent associé à celui de secrétaire (une « secrétaire sténo-dactylo »).